# Hypodrassodes
Hypodrassodes es un género de arañas araneomorfas de la familia Gnaphosidae. Se encuentra en Oceanía. 

## Lista de especies
Según The World Spider Catalog 12.0:
- Hypodrassodes apicus Forster, 1979
- Hypodrassodes asbolodes (Rainbow & Pulleine, 1920)
- Hypodrassodes canacus Berland, 1924
- Hypodrassodes cockerelli Berland, 1932
- Hypodrassodes courti Forster, 1979
- Hypodrassodes crassus Forster, 1979
- Hypodrassodes dalmasi Forster, 1979
- Hypodrassodes ignambensis Berland, 1924
- Hypodrassodes insulanus Forster, 1979
- Hypodrassodes isopus Forster, 1979
- Hypodrassodes maoricus (Dalmas, 1917)